# グレアム・コクソン
グレアム・コクソン(Graham Leslie Coxon、1969年3月12日 - )は、イギリスのミュージシャン、ギタリスト、シンガーソングライター。イギリスのロックバンド・ブラーのギタリスト。コルチェスター出身。

## 来歴
英国空軍の軍楽兵であった父親の赴任先である旧西ドイツ・リンテルンで生まれる。5歳まで西ドイツ中を転々としながら暮らし、その後父親が北アイルランド赴任となったことに伴い一時祖父に引き取られ、イギリスのダービーで生活。父親が退役した1970年代終わりに一家はイギリスのエセックス州のコルチェスターに移った。公立中高等学校時代の11歳の時、一学年上のデーモン・アルバーンと知り合い、音楽を通じて親交を深める。また、この頃から独学でギターを学び始める。下級6学年終了時に中高等学校を退学し、デーモンの父親が学長を務めるアート・スクールに入学。2年間芸術を学ぶ。アート・スクール時代、いくつものバンドを渡り歩き、この時に後にブラーのドラマーとなるデイヴ・ロウントゥリーとバンド仲間として知り合う。
1987年9月、ロンドン大学ゴールドスミス・カレッジのファイン・アート科に入学。同じく新入生として入学した後のバンド・メイト、アレックス・ジェームスとすぐに打ち解け、親友となる。大学2年時の1988年12月、大学の同級生となったデーモンの作ったバンド、サーカス(Circus)にギタリストとして加入。バンドにはグレアムの紹介でドラムのデイヴも参加していたが、後に同じくグレアムの紹介でアレックスがベーシストとして加入し、バンド名をシーモア(Seymour)に改名。1990年3月、さらにブラー(Blur)に改名し、メジャー・デビューを果たす。バンドのデビューを機に学業から離れた。バンドでは、ギターの他にボーカル、コーラス等も担当。また、サウンド・プロデュース面でも大きな役割を果たす。
1994年、バンドがブレイクし、一躍ブリットポップムーブメントの中心に君臨するが、華やかな成功劇に付き物である退廃的で暴力的な生活、スターバンドの一員でいることへの疲弊からうつ状態になり、アルコール中毒を患う。元来ローファイな音楽を好んでいたこともあり、フロントマンのデーモンとも、ポップになりすぎたブラーの音楽性を巡って対立し疎遠状態になりつつあったが、音楽に対してどれだけ貪欲で意欲的であるかを手紙でやりとりすることにより関係を修復していった。
1997年、ブラーの楽曲「ユー・アー・ソー・グレイト」では、単独での作曲と作詞、ボーカルも担当。また、1999年のアルバム、『13』の「コーヒー＆TV」では作詞とボーカルを、「テンダー」では作詞を担当した。

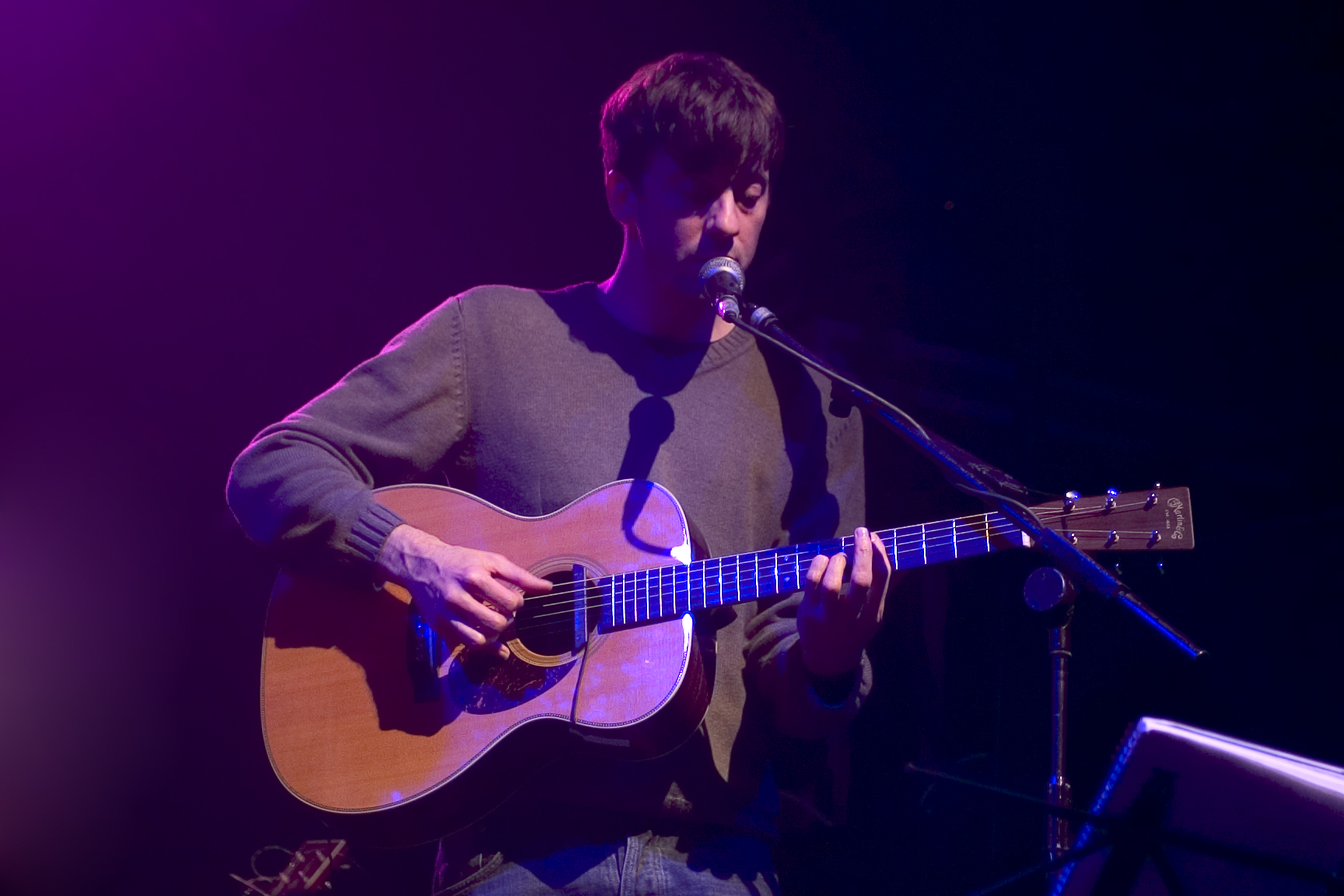
ケルティック・コネクションズ・フェスティバルで歌唱するグレアム・コクソン（2007年）

1998年、ソロ活動を開始。自身で立ち上げたレーベル、トランスコピックから、アコースティック・サウンドが特徴的な宅録アルバム、『スカイ・イズ・トゥ・ハイ』を発表。
2000年にはノイジーでパンキッシュなアルバム『ザ・ゴールデン・ディー』、2001年に『クロウ・シット・オン・ブラッド・トゥリー』、2002年には『キス・オブ・モーニング』と年に一枚のペースでソロ・アルバム発表する。
2003年、ブラーのアルバム、『シンク・タンク』のレコーディング時、デーモンと音楽性の相違を巡って対立し、ブラーを脱退。ソロ活動に専念する。
2004年にはブラー時代のプロデューサー、スティーヴン・ストリートを起用し、『ハピネス・イン・マガジンズ』を発表。自己最高となる全英19位を獲得し、英国音楽界を代表する音楽賞、NMEアワーズで2005年度の最優秀ソロ・アクト賞を受賞した。2004年8月、フジロック・フェスティバルに出演。2006年にはソロとして6枚目のアルバムとなる『ラヴ・トラヴェルズ・アット・イリーガル・スピーズ』を発表。9月に単独来日。2007年8月のVフェスティバルでは、ヴァージン・モバイル・ユニオン(第4ステージ)のヘッドライナーも務めた。
2008年秋、デーモンと和解し、ブラーに復帰することを発表。翌2009年、ハイドパークやグラストンベリー・フェスティバルで再結成ライブを行った。
同2009年には、初のコンセプト・アルバム、『ザ・スピニング・トップ』を発表。2012年には初めてエレクトロニック・サウンドを多用して新境地を見せた8枚目のソロアルバム、『A+E』をリリースし、音楽各誌から高い評価を獲得した。
2015年に発表されたブラーの12年ぶりとなるアルバム『ザ・マジック・ウィップ』では、アルバムの制作をデーモンに進言し、プロデュース面でも主導的立場に立つなど、ブラーのアルバムとしてはかつてないほどグレアムが前面に立って制作が行われた。

## 人物・音楽性

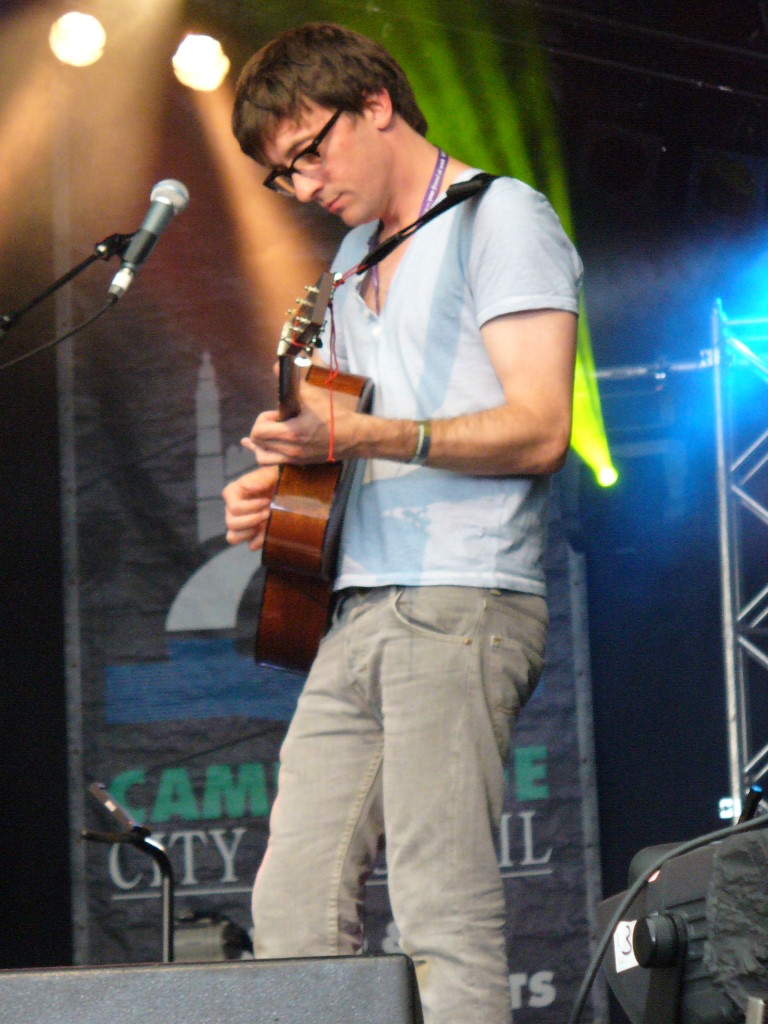
ケンブリッジ・フォーク・フェスティバルでギターを弾くグレアム・コクソン (2007年)

ソニック・ユース、ダイナソーJr.、ペイヴメントなどから大きく影響を受けたローファイで独創的なギター・プレイを特徴とする。ビースティ・ボーイズやベックなども含むアメリカのオルタナティヴ／インディー・ロックシーンを好み、1997年以降のブラーを「脱ブリットポップ」路線に舵を取った中心人物であると言われる。
英国ロック界のさまざまなギタリストからリスペクトを寄せられ、2007年にシングルを共同制作したポール・ウェラーは、「個人的にもグレアムの大ファンで、彼の曲は大好きなんだ。一緒に仕事ができることにエキサイティングしてるよ」とコメント。レディオヘッドのギタリスト、ジョニー・グリーンウッドはグレアムの音楽的才能以外についても言及し、「グレアムのギタープレイはもとより彼の持つすべての才能が僕は好きだ」と発言している。また、ブラーと長い間ライバル関係にあったオアシスのノエル・ギャラガーをして「彼は同世代で最も優れたギタリストの一人」、ロキシー・ミュージックのフィル・マンザネラも「過去を振り返っても5本の指に入るギタリスト」と賞賛している。
ギターのみならず他の楽器の腕も立ち、1997年のブラーのシングル「ソング2」ではデイヴとツインドラムを担当した。また、1994年のシングル「パークライフ」ではサックスも演奏している。また、初期のソロアルバムのレコーディングではすべての楽器を自ら演奏していた。
大学での専攻がファイン・アートだったこともあり、絵画が音楽以外でのライフワークになっている。ブラーのアルバム『13』のジャケットをはじめ1997年以降、ほとんどのシングル曲のジャケットの絵を担当するようになる。ソロ活動でのジャケット等のアートワークもほとんど彼によるもので、時折個展も開催している。また、英国女性シンガー、ケイト・ラズビーが2005年にリリースしたアルバム、『ザ・ガール・フー・クドゥント・フライ』のジャケットのイラストを描いている。
トレードマークは横縞のシャツにメガネ。歌っている間、ほとんどうつむいたままで観客を見ない。元々シャイな性格で、メンバーにあまり意見を言えなかったといい、ブラーの5thアルバムに収録されている「ユー・アー・ソー・グレイト」のレコーディングの際、あまりに恥ずかしかった為、電気を消して暗い中机の下で歌ったという逸話も残っている。また、ブラー時代はあまり顕著に表れていなかったが、ソロになってから彼のエキセントリックさが映像でたびたび見受けられる。その由縁に、「ラヴ・ユー」のPVでは歌の合間に咳をしたり（にもかかわらず撮り直しせずその映像をそのまま採用）、テレビ番組のライブで間奏中にあくびをして観客を笑わせている。また、野外フェス、プッケルポップ・フェスティバルのステージ上で、サポートバンドのメンバーと演奏曲目の順番を確認するため（しかも二人は紙を持って井戸端会議をしている）ライブを中断したりするなど、ユニークかつかなりマイペースな性格を見せている。

## 他のミュージシャンとの活動
2007年7月にポール・ウェラーとコラボレーションした、シングルEP「ディス・オールド・タウン」を限定5000枚で発売。また、ウェラーが2008年6月に発表した9枚目のアルバム『22ドリームス』の収録にも参加し、ギター、コーラス、ドラムを担当した。
2009年にリリースされたピート・ドハーティのソロ・アルバム『グレイス・ウェイストランズ』に参加し、リリース後のツアーにも帯同している。また、ドハーティの以前のバンド、ザ・リバティーンズの楽曲「タイム・フォー・ヒーローズ」をカバーしたことがある。2010年には元ザ・コーラルのビル・ライダー・ジョーンズ、女性シンガー・パロマ・フェイスと「ディザイア」でコラボレーションした。
2012年にイグザンプルのアルバム『ザ・エヴォリューション・オブ・マン』に参加。

## ディスコグラフィ

### スタジオ・アルバム
- The Sky Is Too High  (スカイ・イズ・トゥ・ハイ) (1998年)
- The Golden D  (ザ・ゴールデン・ディー) (2000年)
- Crow Sit on Blood Tree  (クロウ・シット・オン・ブラッド・トゥリー) (2001年)
- The Kiss of Morning  (キス・オブ・モーニング) (2002年)
- Happiness in Magazines  (ハピネス・イン・マガジンズ) (2004年)
- Love Travels at Illegal Speeds  (ラヴ・トラヴェルズ・アット・イリーガル・スピーズ) (2006年)

※ 初回生産限定盤はDVD付き
- The Spinning Top  (ザ・スピニング・トップ) (2009年)

※ アコースティックなサウンドを中心に、ある男の誕生から死までを描いたコンセプトアルバムに仕上がっている。
- A+E (2012年)

※ 初回生産限定盤はDVD付き
※『クロウ・シット・オン・ブラッド・トゥリー』までは全ての楽器を自身で演奏しているが、『キス・オブ・モーニング』からはサポートメンバーを招いてレコーディングしている。

### ライブ・アルバム
- Live at the Zodiac　(ライヴ・アット・ザ・ゾディアック) (2004年)

ダウンロードオンリーEP 
- Burnt to Bitz: At the Astoria  (バーン・トゥ・ビッツ：アット・ザ・アストリア) (2006年)

### シングル
- Thank God for the Rain / You Will Never Be (2001年)
- Escape Song / Mountain of Regret (2002年)
- Freakin' Out (2004年)
- Bittersweet Bundle of Misery (2004年)
- Spectacular (2004年)
- Freakin' Out / All Over Me (2004年)
- Standing on My Own Again (2006年)
- You & I (2006年)
- I Can't Look at Your Skin / What's He Got? (2006年)
- Bloody Annoying / What Ya Gonna Do Now? (2006年)
- This Old Town (with Paul Weller) (2007年)
- In The Morning (2009年)
- Sorrow's Army (2009年)
- Dead Bees / Brave The Storm (2009年)
- Desire (features Paloma Faith ,Bill Ryder-Jones) (2010年)
- What'll It Take (2012年)

### 映像作品
- Live at the Zodiac (ライヴ・アット・ザ・ゾディアック) (DVD) (2005年)

## その他
- 2011年、フェンダー社から「グレアム・コクソン・テレキャスター」が販売された[3]。